# Géher István
Géher István (Budapest, 1940. január 15. – Budapest, 2012. június 11.) magyar költő, műfordító, esszéista, irodalomtörténész, egyetemi tanár, az irodalomtudomány kandidátusa. Az Eötvös Loránd Tudományegyetem Bölcsészettudományi Kar Angol–Amerikai Intézet egykori oktatója.

## Élete
1963-ban szerzett magyar–angol szakos bölcsészdiplomát az ELTE Bölcsészettudományi Karán, 1963–65 között középiskolai tanár, majd az Európa Könyvkiadó szerkesztője. 1968–72 között a Szolnoki Színház dramaturgja, 1972-től az ELTE BTK Angol Tanszékének, később Angol–Amerikai Intézetének oktatója. 1985-től egyetemi adjunktus, 1992-től kezdve egyetemi docens, majd végül az Anglisztika Tanszék tanszékvezető egyetemi tanára. Közben 1990-től 2003-ig vezette az Eötvös József Collegium általa alapított Angol–Amerikai Műhelyét, ahol költő, irodalmár és filológus tanítványok tucatjait indította el szakmai pályájukon.
William Shakespeare munkásságának egyik legnagyobb hírű magyar kutatója, nemzetközi szinten elismert irodalomtörténész. Tudományos munkássága mellett költői és műfordítói munkássága is jelentős, a Műfordítók Egyesületének elnöke volt. Pályája során számos kötete jelent meg, több irodalmi díj, többek között az Év Könyve Jutalom és a Soros Alapítvány Alkotói Díjának kitüntetettje. 2008-ban Déry Tibor-díjjal és József Attila-díjjal tüntették ki.
Géher István professzor 2006-ban hivatalosan nyugdíjba vonult, azonban továbbra is a kar oktatója maradt, professor emeritusként is számos szemináriumot vezetett, köztük már-már legendásnak számító, közel negyven éve futó műfordítás szemináriumát, illetve a reneszánsz angol irodalom doktori program vezetője is volt. Minden munkájában elsősorban tanárnak tartotta magát, az idősebb műfordító generáció tagjai közül tanítványa volt például Gy. Horváth László, Ferencz Győző, Nádasdy Ádám, Imreh András és Erdődi Gábor, valamint számos fiatalabb, illetve immár a kortárs középnemzedék tagjai közé tartozó költő, például Varró Dániel, Lázár Júlia, Szabó T. Anna, Mesterházi Mónika, Gerevich András vagy Kántás Balázs is az ő tanítványaként tett szert ismertségre. Mindig is igyekezett felkutatni és támogatni az ELTE BTK-n és másutt a jövő költő- és műfordító-nemzedékét.

### Családja
Fia, Géher István László szintén költő-műfordító, a Károli Gáspár Református Egyetem tanársegédje. Hogy apjával ne tévesszék össze, az utóbbi években általában G. István László néven publikál.
Lánya, Kállay G. Katalin szintén elismert irodalomtörténész, az ő szakterülete az amerikai irodalom, azon belül is a 19. és 20. századi amerikai novella. Veje Kállay Géza irodalomtörténész és nyelvész, egyetemi tanár, ugyancsak az ELTE Anglisztika Tanszékének professzora volt.

## Kötetei

### Versek
- Mondom: szerencséd (versek) Szépirodalmi, Budapest, 1981
- Mi van, Catullus? (versek) Szépirodalmi, Budapest, 1984
- Anakreóni dalok (versek) Liget, Budapest, 1996
- Hol az a látvány? (összegyűjtött és új versek versek) Liget, Budapest, 1997
- Új folyam (versek, 1997–1998) Liget, Budapest, 1998
- Esztendők éve (versek, 1998–2002) Liget, Budapest, 2002
- Polgár Istók (versek, 2002–2007) Kalligram Kiadó, Pozsony, 2008
- Minden minden. Összegyűjtött versek; összegyűjt., szerk. G. István László, Géher Istvánné Kepes Mária, Kállay G. Katalin; L'Harmattan–Kossuth Klub, Bp., 2019

### Tanulmányok
- Mesterségünk címere. Amerikai könyvek magyar olvasóknak (esszék), Szépirodalmi, Budapest, 1988
- Shakespeare-olvasókönyv. Tükörképünk 37 darabban; Cserépfalvi–Szépirodalmi, Bp., 1991
- Rádiókollégium (esszék, előadások), Kalligram, Budapest–Pozsony, 1996
- Shakespeare. Egyetemi tankönyv; 3. jav., bőv. kiad.; Corvina, Bp., 1998 (Egyetemi könyvtár)
- Shakespeare-kollégium. Tanulmányok; vál. Géher István, szerk. Hermann István, Papp István; Argumentum–Eötvös Collegium, Bp., 2000 (Eötvös műhely)
- Az értelmezés rejtett terei. Shakespeare-tanulmányok; szerk. Géher István, Kiss Attila Attila; Kijárat, Bp., 2003
- "Látszanak, mert játszhatók". Shakespeare a színpad tükrében. Esszék, tanulmányok; szerk. Géher István, Tabi Katalin; ELTE, Bp., 2007
- Shakespeare-olvasókönyv. Tükörképünk 37 darabban; 4. jav., bőv. kiad.; L’Harmattan, Bp., 2015

## Díjai, kitüntetései
- Apáczai Csere János-díj (2004, 2007)
- Az Év Könyve jutalom (1992)
- A Soros Alapítvány Alkotói Díja [1995. évi] (1996)
- József Attila-díj (2008)
- A Magyar Érdemrend középkeresztje (2012)